# Festival Primavera
O Festival PrimaVera, também chamado de Ibirastock, seria um festival de música com entrada gratuita, agendado para os dias 15 e 16 de novembro de 1969, no Parque do Ibirapuera, Zona Sul da cidade de São Paulo, que acabou sendo cancelado poucos dias antes de ocorrer por conta da repressão da Ditadura Militar.
Idealizado pelo artista plástico Antonio Peticov e sua recém-criada agência de eventos alternativa "Lesma Azul", o festival contava em seu line-up com shows de Mutantes, Beat Boys, Beatniks, Som Beat, Gal Costa, Rogério Duprat, Os Leif’s, O Bando, Vikings, Pulguentos, Vermelho, Sic Sunt Res, Mustangs Atômicos, Grupo Sonda, Cleans, Equipe Mercado e Tim Maia.
Em 15 de novembro de 2019, ocorreu no bairro no Sumaré, em São Paulo, um evento para lembrar os 50 anos do cancelamento do festival.